# Дарксајд
Дарксајд је измишљени суперзликовац који се појављује у серији стрипова издавача DC Comics-а. Створио га је писац-уметник Џек Кирби, лик је дебитовао у камео улози стрипу Суперменов пријатељ Џими Олсен #134 (новембар 1970), пре него што је представљен у потпуности у стрипу Заувек људи (фебруар 1971). Он је тирански владар планете Апоколипс чији је крајњи циљ освајање универзума уклањањем сваке наде и слободне воље у живим бићима. Нови Бог и једно од најмоћнијих бића у DC Universe-у, Дарксајд је у почетку замишљен као главни антагониста у Кирбијевој саги о Четвртом свету, пре него што је постао један од највећих Суперменових зликоваца и главни непријатељ Лиге правде.
Након вишеструке референце у DC-јевом проширеном универзуму, лик је имао свој филмски деби у филму Лига правде Зека Снајдера и румачио га је Реј Портер.